# 吉爾吉斯自治社會主義蘇維埃共和國 (1920年—1925年)
吉爾吉斯自治社會主義蘇維埃共和國（俄语：Киргизская Автономная Социалистическая Советская Республика）是蘇聯1920年—1925年在哈薩克地區的自治共和國。因过去俄羅斯帝国駐中亞的總督混淆了哈薩克人和吉爾吉斯人，所以使用了吉爾吉斯作為哈薩克自治共和國的稱呼，事實上，現在的吉爾吉斯當時是突厥斯坦蘇維埃社會主義自治共和國一部分，在1924年中亞民族劃界後成為哈薩克自治社會主義蘇維埃共和國。1919年—1922年，当地发生哈萨克饥荒，半数哈萨克人死亡。